# آناتولی شلیوخین
آناتولی شلیوخین (روسی: Анато́лий Ива́нович Шелю́хин؛ ۶ آوریل ۱۹۳۰ – ۲۱ اکتبر ۱۹۹۵) اسکی‌باز صحرانوردی اهل اتحاد جماهیر شوروی سوسیالیستی بود.